# Александрійська бібліотека
Александрійська бібліотека — найбільша й найвідоміша бібліотека періоду еллінізму, що діяла при Александрійському мусейоні в Єгипті. Започаткована, як вважається, Птолемеєм II на початку III століття до н. е. Вона займала декілька будівель і зростала за підтримки еллінізованих єгипетських царів династії Птолемеїв, на піку свого розвитку маючи 400 тис. книг. У ній зберігалися грецькомовні твори: як оригінальні, так і перекладені. Конкуренцію Александрійській бібліотеці складала Пергамська.
Занепад Александрійської бібліотеки почався в 145 році до н.е. через рішення царя Птолемея VIII вигнати вчених, які працювали при ній. Відтоді підтримка бібліотеки слабшала, вона пережила декілька пожеж, а книги переміщувалися до інших бібліотек. Дочірня бібліотека в Серапеумі, можливо, вціліла після знищення головної бібліотеки. До арабського завоювання Єгипту в VII ст. бібліотека вже не діяла, а її будівлі були знищені. Александрійська бібліотека сприяла поширенню грецькомовної літератури в елліністичному світі та Римській імперії, копіюванню цінних творів, завдяки чому багато з них дійшли до сучасності.

## Історія

Карта стародавньої Александрії. Бібліотека розташовувалася приблизно в центрі біля берега, в Брухейоні

До Александрійської бібліотеки в стародавньому світі вже існували книгозбірні. Стародавні хети та ассирійці мали великі архіви з текстами різними мовами. Найвідомішою бібліотекою стародавнього Близького Сходу була бібліотека Ашшурбаніпала в Ніневії, заснована в VII ст. до н.е. Велика бібліотека також існувала у Вавилоні під час правління Навуходоносора II. Афінський тиран Пісістрат заснував першу велику публічну бібліотеку в VI ст. до н.е. Їхня спадщина сприяла появі бібліотеки в Александрії — місті, заснованому в 332—331 роках до н. е. Александром Македонським.
Александрійська бібліотека заснована за єгипетської династії Птолемеїв (323-30 роки до н. е.) і процвітала під покровительством її царів до 145 року до н. е. Легенда стверджує, що ідея створення бібліотеки належала Александру Македонському, але ймовірніше її запропонував Птолемей I Сотер (правив у 323—282 роки до н. е.). Її будівництво припало на правління Птолемея II Філадельфа (282—246 роки до н. е.), який також придбав перші книги для неї. Книги розміщувалися біля храму муз, мусейона, в декількох будівлях. Каллімах з Кірени створив своєрідний бібліотечний каталог (пінаки), куди записав 120 грецьких творів, які там містилися, заклавши основу для подальшої систематизації книг. Александрія була новим містом і мала вигідне розташування. З одного боку туди було легко доставляти книги кораблями; з іншого, місто могло саме виготовляти книги завдяки папірусу, що добре ріс у дельті Нілу. За Птолемея III Евергета колекція бібліотеки зросла завдяки копіюванню книг, які доставлялися в порт Александрії. Птолемей V і Птолемей VI зробили її головною бібліотекою стародавнього світу. Птолемей V, щоб підірвати престиж іншої великої бібліотеки, Пергамської, заборонив експорт папірусу, на якому писалися книги. Це спонукало царів династії Атталідів розвинути виробництво пергаменту.
Книги розміщувалися не в одній будівлі, а в комплексі споруд у палацовому кварталі (Брухейоні) грецького району міста. Там же розташовувалися аудиторії для навчання, читальні зали, їдальні, лабораторії, обсерваторії, скрипторії, сад і можливо зоопарк. Науковці, вчені, поети, літературні критики, письменники, переписувачі, мовознавці та інші, прийняті до Мусейону, жили там, не сплачуючи податків або орендної плати, отримували безкоштовне харчування та певну платню протягом усього життя. Фінансувалося все це зі скарбниці Птолемеїв. За їхнього правління лише чоловіки-вчені могли безкоштовно користуватися приміщеннями і харчуванням у Брухейоні. Жінкам не дозволялося жити там; незрозуміло, чи мали вони доступ до книг. Стародавні джерела вказують, що в Александрійській бібліотеці зберігалося 500 тис. книг: 490 тис. у головній бібліотеці, та 42,8 тис. у дочірній. Але це не дає уявлення про кількість творів, бо одна книга могла містити їх декілька, а також про кількість дублікатів. Невідомо які функції мали головна й дочірня бібліотеки. Можливо, дочірня розміщувалася біля Мусейону та містила популярні твори для ширшої публіки. Сучасні оцінки обсягу фондів бібліотеки: від 40 тис. до 700 тис. книг.
Головний бібліотекар призначався царським двором і служив довічно. На цій посаді послідовно перебували Аполлоній Родоський, Ератосфен, Аристофан Візантійський, Аполлоній і Аристарх Самофракійський. Кожен з них крім того був видатним письменником або дослідником. Так, Аполлоній Родоський написав поему «Аргонавтика», а Ератосфен виміряв окружність Земної кулі. В Брухейоні жили й працювали відомі вчені, зокрема математик Евклід, анатом Герофіл, винахідник та інженер Архімед, фізик Стратон, граматик Діонісій Фракс, письменник-новатор і поет Істрос Каллімахей (учень Каллімаха) та багатьох інших. Птолемеї прагнули зробити Александрійську бібліотеку всеосяжним сховищем грецьких текстів і перекладів грецькою мовою. Але оригінальні тексти цінувалися більше, бо в них було менше помилок. За легендою, Птолемей III передав величезну заставу в 15 талантів до Афін, щоб позичити для переписування оригінальні рукописи Есхіла, Евріпіда та Софокла. Але оригінали він залишив у Александрії, а повернув копії, сказавши, що афіняни можуть лишити заставу собі. В бібліотеці зберігалися й такі книги, як Септуагінта, грецька версія Старого Завіту, бо місцеві євреї розмовляли лише грецькою і більше не розуміли оригінальну єврейську чи арамейську мови.
Занепад бібліотеки почався в 145 році до н. е., коли Птолемей VIII вигнав іноземних вчених з Александрії, котрі підтримали його брата в суперництві за трон. Серед них був головний бібліотекар Аристарх, який утік на Кіпр і невдовзі помер. Птолемеї перестали фінансувати бібліотеку, а посада головного бібліотекаря надавалася наближеним царів. Імовірно, що вигнані з Александрії вчені забрали з собою частину книг до приватних бібліотек, а також бібліотек Афін і Пергамона. Період Птолемеїв закінчився зі смертю Клеопатри VII у 30 році до н. е., після завоювання Александрії Юлієм Цезарем. Римський імператор Клавдій (правив у 41-54 роках н. е.) опікувався бібліотекою, як і Адріан (правив у 117—138 роках), але про підтримку наступних імператорів невідомо. Октавіан Август повернув у Пергамон деякі книги, які привезли звідти в Александрію за Юлія Цезаря. У 272 році, коли Авреліан відвоював Александрію у Пальмірського царства, район бібліотеки був зруйнований. Хто остаточно зруйнував будівлі бібліотеки неясно. Це могло статися за Авреліана, Діоклетіана чи Феодосія наприкінці III ст. Часто це приписується християнам Александрії, але невідомо чи зберігалися на той час там якісь книги.
У VII ст., коли араби-мусульмани захопили Александрію, бібліотеки вже ймовірно не існувало. Втім, книги з неї продовжували зберігатися в інших, менших, бібліотеках. Багато творів, які згадуються як частина колекції Александрійської бібліотеки, досі існують по всьому світу.

## Загибель бібліотеки

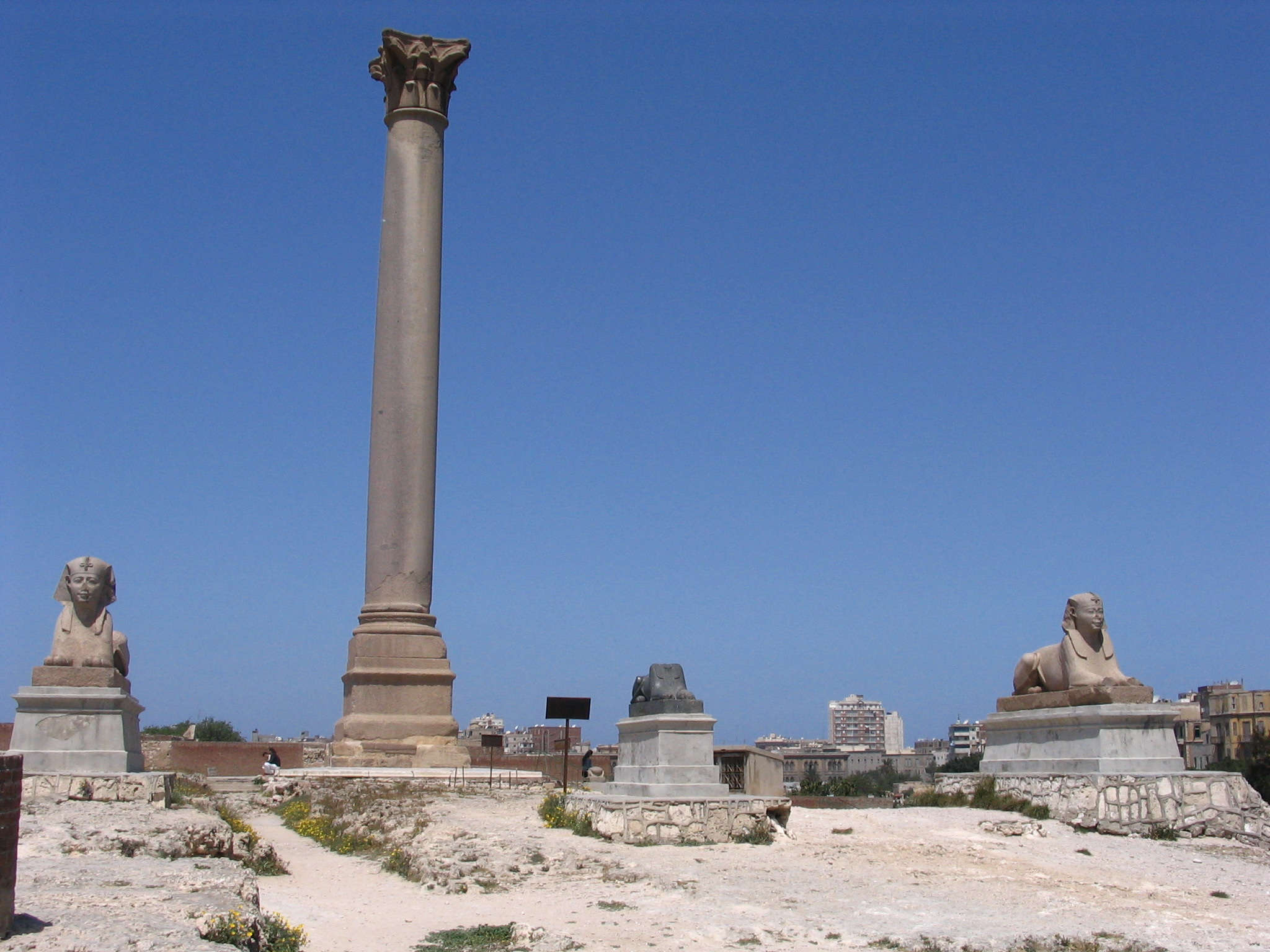
Руїни Серапеума, де розміщувалася дочірня бібліотека

Хоча часто втрата книжкового фонду Александрійської бібліотеки описується як раптове лихо, насправді книги зникали з неї поступово, впродовж століть. Більшість сучасних учених погоджуються, що стародавня Александрійська бібліотека припинила своє існування ще задовго до арабського завоювання Єгипту, але книги з неї опинилися в інших бібліотеках.
У різний час бібліотека постраждала, за різними версіями, від:
- Облоги Александрії Юлієм Цезарем. Основний фонд Александрійської бібліотеки загинув в пожежі 47 до н. е. у війні Цезаря з Помпеєм — під час облоги Александрії Юлієм Цезарем, як частина кампанії, щоб завоювати поліс. Значна частина колекції, зібрана дев'ятьма поколіннями вчених, згоріла коли вогонь, що охопив флот Птолемея XIII, перекинувся на бібліотечні склади. Про це спалення повідомляють зокрема Плутарх і Страбон, тоді як сам Цезар замовчував руйнівні наслідки спричиненої ним пожежі[5].
- Війни з Зенобією. Книги знищив імператор Авреліан у його війні з правителькою Пальмірського царства Зенобією у 272 році н. е., яка проголосила Александрію частиною своєї держави[3].

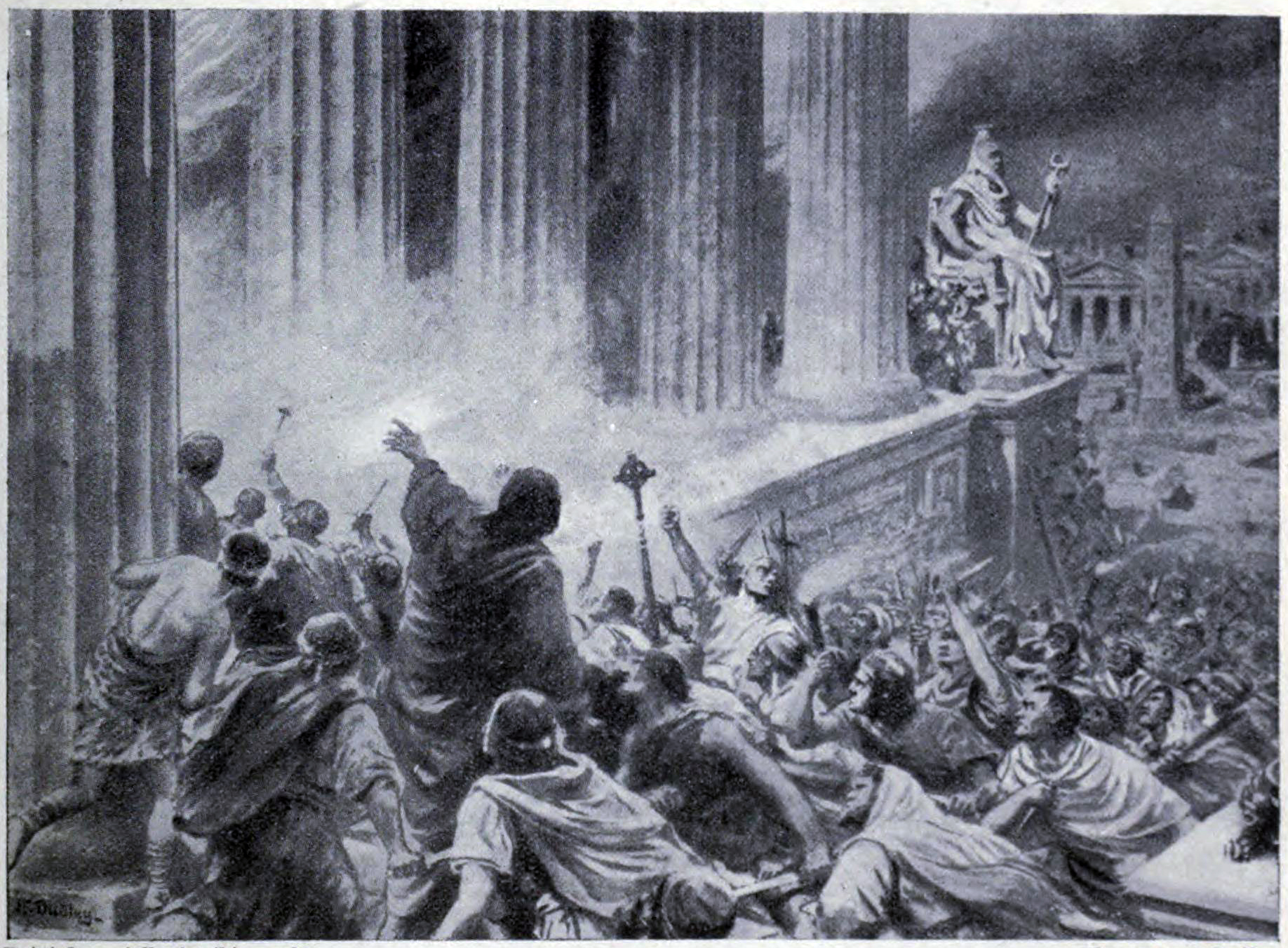
Спалення бібліотеки 391 року. Літографія Емброуза Дадлі, близько 1910 року.

- Спалення бібліотеки 391 року. Літографія Емброуза Дадлі, близько 1910 року.Християнських фанатиків. Наприкінці IV ст. християнськими правителями проводилась боротьба з язичництвом як відповідь на римські гоніння християн у попередні століття. Дочірня бібліотека розміщувалася тоді у храмі Серапіса. У 391 імператор Феодосій I видав указ Александрійському патріарху Феофілу на знищення язичницьких храмів. Феодорит, Євнапій і Афтоній зазначають, що храм було зруйновано до основи; на його місці спорудили церкву. Невідомо чи загинули при цьому і книги, або ж їх зберегли. Після 391 року, проте, в місті діяла Александрійська богословська школа[5], яка очевидно потребувала літератури. Прямо про знищення книг або сувоїв писав лише Оросій, згадуючи, що літератури в Серапеумі більше немає[6][7].
- Арабів і хрестоносців. У 642 арабський полководець Амр ібн аль-Ас завоював Єгипет і зайняв Александрію. Події ранніх арабських завоювань записані різними істориками, включаючи арабів, коптів і візантійців. У наступні століття не зустрічалося ніяких записів про знищення Александрійської бібліотеки. Проте, в XIII ст. з'являється розповідь Ібн аль-Кіфті та інших арабських авторів про спалення Амр ібн аль-Асом книги стародавньої Александрійської бібліотеки[5]. Розповідь стверджує, що декілька книг араби визнали цікавими, а на запитання, що робити з рештою, халіф Омар Ібн аль-Хаттаб відповів: «Якщо зміст цих книг відповідає Корану, то ми можемо обійтися без них, оскільки книга Аллаха більш ніж достатня. Якщо, з іншого боку, їх зміст суперечить книзі Аллаха, немає необхідності їх зберігати. Дійте, виходячи з цього, і знищіть їх»[8]. Ця розповідь неодноразово піддавалася сумнівам, зокрема британським істориком Едвардом Гіббоном, і надалі визнана істориками вигадкою XII ст.[5] Книги, що зберігалися в Єгипті, опинилися в різних країнах за порівняно недовгий час упродовж кінця XI — початку XII ст. Під час великого голоду, який стався в Єгипті близько 1070 року, Фатімідський халіф аль-Мустансір був змушений виставити на продаж тисячі книг великої Фатімідської бібліотеки в Каїрі, щоб розрахуватися з найнятим військом. Ще один трагічний інцидент стався під час захоплення Триполі хрестоносцями в 1102 році. Після облоги хрестоносці прийняли капітуляцію міста та пограбували його, захопивши крім іншого і безліч книг. Хрестоносці також конфіскували 4 тис. книг у Усами ібн Мункиза. Саладін, щоб фінансувати війни проти хрестоносців, виставив на продаж багато цінностей, серед яких і фонди бібліотек. Багато з них потрапили до Сирії. Таким чином книги, що первісно могли зберігатися в Александрійській бібліотеці, розпорошилися по світу та без належного догляду були втрачені[5].

## Історіографія
Відлік сучасної наукової історіографії Александрійської бібліотеки ведеться від 1823 року, коли в Лейдені вийшла невелика монографія Герхарда Деделя «Historia critica bibliothecae Alexandrinae». У 1838 році аналогічну книгу опублікував Ф. Річль, і з тих пір публікації на тему Олександрійської бібліотеки стали більш-менш регулярними. Істотним внеском у дослідження бібліотеки стала монографія американського дослідника Е. Парсонса, що вийшла в 1952 році. У 1986 році було опубліковано дослідження Л. Канфора «Зникла бібліотека», що стало бестселером, але його критикували за змішання фактів з літературним вимислом і «туманність» висновків. Однак, оскільки в книзі наведені майже всі стародавні джерела і описані сучасні дослідження, книга перекладалася на багато мов і регулярно перевидається. У 1990 році були опубліковані дослідження Мустафи аль-Аббадо, що вважаються найбільш фундаментальними з тих, що досі публікувалися.

## Сучасна Александрійська бібліотека

Сучасна версія Александрійської бібліотеки

26 червня 1988 року президент Єгипту Хосні Мубарак і генеральний директор ЮНЕСКО заклали перший камінь бібліотеки. Наприкінці 1988 року було організовано міжнародний архітектурний конкурс, у якому перемогла міжнародна команда компанії «Snøhetta». Археологічні розкопки на цьому місці виявили руїни римських вілл і мозаїки, що затримало процес будівництва. Врешті-решт спорудження бібліотеки почалося в 1994 році. Воно коштувало близько 220 млн доларів США та завершилося 16 жовтня 2002 року.
Будівля виконана в формі широкого нахиленого циліндра. Ця установа здатна вмістити 8 млн книг і виконує цілий ряд культурних функцій. У ній проводяться лекції, конференції, концерти. Її читальний зал був найбільшим у світі, поки в 2023 році не поступився залу Пекінської бібліотеки.
Також Александрійською бібліотекою називається книгозбірня в Александрії, штат Вірджинія, заснована в 1794 році.

## У мистецтві та популярній культурі
Александрійську бібліотеку зображали Джованні Антоніо Галлі («Птолемей II обговорює переклад Старого Завіту з єврейськими книжниками», 1620-і), невідомий німецький гравер («Александрійська бібліотека», 1876), американський ілюстратор Річард Гук («Вчені працюють у знаменитій бібліотеці Александрії»).
Вона є однією з локацій, які потрібно відвідати у відеоіграх Age of Mythology (2002) та Assassin's Creed Origins (2017). Александрійська бібліотека — одне з «чудес», які можна побудувати в Empire Earth (2001) і в іграх серії Civilization.

## Александрійська бібліотека в українській літературі
Сучасний український лінгвіст, письменник і перекладач Назарій А. Назаров у 2017 році видав книжку-літературну містифікацію під назвою «Александрійська бібліотека», до якої ввійшов життєпис вигаданої особи — Аглаї Андроїді (1800—1912), яка походила з Александрії Єгипетської, але доживала свої дні в Києві.